# Das Unheimliche
Das Unheimliche är ett begrepp utvecklat av Ernst Jentsch (1906) och Sigmund Freud (1919). Till en början främst använt inom psykoanalys, men sedermera även i kulturstudier. Betecknar den obehags/olusts-känsla som kan uppstå i samband med att hemmet/det familjära (heimlich, eng. homely eller canny) visar sig innehålla ofamiljära element som ej kan förenas med hemmet - varpå hemmet förvandlas till något o-hemtrevligt (unheimlich, eng. unhomely eller uncanny). Således har känslan en grund i upplevelsen av 1) otrevliga element i det familjära, eller 2) familjära element i något otrevligt/främmande.

## Das Unheimliche 1919
Freud analyserar i sin artikel var/hur/när obehagskänslan i fråga tenderar att uppstå, och identifierar ett antal olika faktorer/situationer som tycks utlösande. Freud konstaterar till att börja med att han håller med föregångaren Jentsch, som i sin forskning kommit fram till att känslan tycks uppstå i samband med tvivel på huruvida ett dött objekt är levande eller inte (till exempel vid åsynen av naturtrogna dockor), och vice versa. Freud inser dock att detta inte räcker, utan känner sig tvingad att ta upp ett antal andra situationer i samband med vilka känslan kan uppstå. Exempelvis vid åsynen av epileptiska anfall, dubbelgångare, trolldom och magi, tungotal och besatthet, upprepande av en och samma sak om och om igen, att gå vilse, med mera. 
Genom att undersöka etymologin bakom ordet unheimlich och vad som förefaller vara dess motsats (heimlich) fastslås att unheimliche-känslan tycks uppstå i samband med att något som borde ha förblivit dolt/hemligt/förträngt återvänder (spökar). I ordet heimlich finner han nämligen en avslöjande skiftning; från att endast ha betecknat trygga, tama, ordnade, välkända saker (=allt som hör hemmet till) kommer heimlich vid en punkt att betyda hemligt. Här verkar heimlich alltså sammanfalla med sin motsats - unheimliche = det som inte hör till hemmet, utan snarast är förknippat med vildhet, otrygghet, annanhet, det fördolda etc. Vad som är unheimliche är därmed något som tycks familjärt och ofamiljärt på en och samma gång, och uppstår då man påminns om något som en gång varit familjärt (heimlich), men som förtryckts, gjorts hemligt (heimlich). Freud gör i texten även en analys av E.T.A. Hoffmann's Der Sandman. Denna uppväcker enligt Freud unheimliche-känslor, och menar att dessa är rotade i Sandmannens hot om att beröva barnens deras ögon. Här finns, menar Freud, även en koppling till kastrationsångest.

## Inflytande
Den japanska robotforskaren Masahiro Mori myntade år 1970 begreppet "uncanny valley" för att beteckna mellanläget (dalgången) i vilket människor har svårt att avgöra huruvida en humanoid robot är människa eller maskin – varpå obehagskänslor uppstår. Mori bygger i mycket på Jentsch forskning, där tvivel på huruvida en varelse är en varelse eller ett objekt står i fokus. Ju mer människolika robotarna blir desto större obehag väcker de; vi känner igen oss i robotarna, men ser samtidigt att de är radikalt annorlunda oss.
Anthony Vidler tar i "The Architectural Uncanny - Essays on the Modern Unhomely" (1992) upp hur känslor av att inte vara riktigt hemma i hemmet återspeglas i modern arkitektur och i litterära gestaltningar av hem och hus.  